# Provinzmuseum Hunan
Das Provinzmuseum Hunan (chinesisch 湖南省博物館 / 湖南省博物馆, Pinyin Húnán shěng bówùguǎn) befindet sich in der Provinzhauptstadt Changsha. Es ist das größte und bedeutendste Museum der Provinz Hunan und gehört zu den sogenannten acht imposanten Museen Chinas außerhalb von Peking. Entscheidend für die Erweiterung seiner Sammlung war die archäologische Ausgrabung von Mawangdui. Mit diesen Funden zählt es zu den repräsentativen Sammlungen der chinesischen Kultur in der Han-Dynastie.

## Geschichte
Das erste provinziellen Museum wurde im Jahr 1904 als eine Abteilung der Bibliothek gegründet und im folgenden Jahr geschlossen. Das zweite Provinzmuseum wurde am 24. Juni 1924 eröffnet und aufgrund vom Krieg im Jahr 1930 verbrannt. 1956 wurde das dritte Museum im Märtyrerpark eröffnet und diente damals als vielseitiges Regionalmuseum für Kunst- und Naturgeschichte sowie Erd- und Volkskunde.
Nach dem Erwerben des Bestands von Mawangdui wird das archäologische Kulturerbe stetig Mehrheit der Sammlung. Daher wendet das Museum seit den 1970er Jahren seinen Schwerpunkt in der Kunstgeschichte.
Zwischen 2012 und 2017 wurde das Museum renoviert und erweitert. Bei dem Entwurf des neuen Gebäudes achtete das Museum auf Symmetrie, Einfachheit und Einheitlichkeit.